# Cryosophila williamsii
Cryosophila williamsii es una especie de planta perteneciente a la familia de las palmeras (Arecaceae).

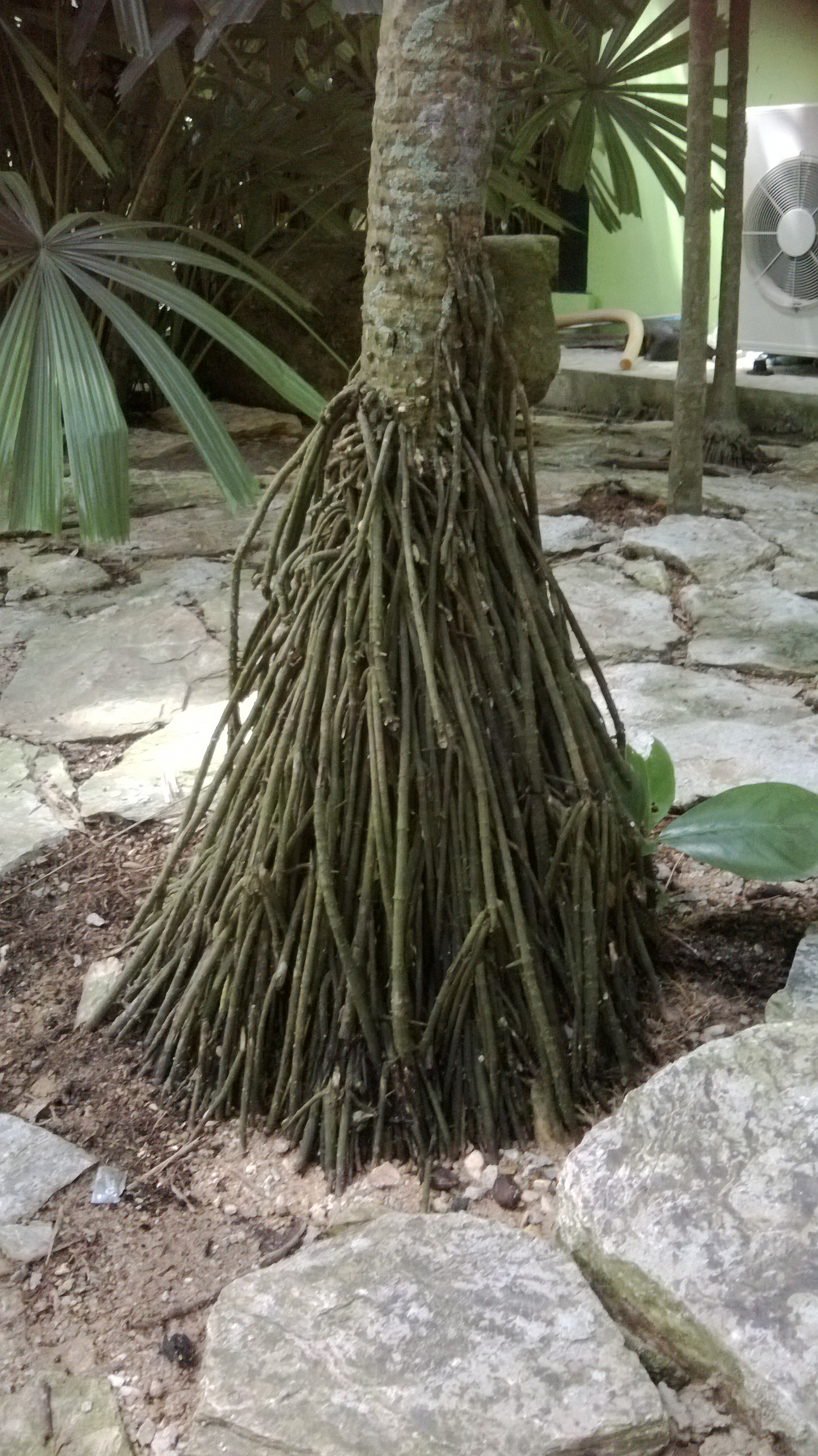
Detalle de las raíces

## Distribución y hábitat
Es endémica de Honduras en el lado oeste del Lago Yojoa, donde está tratada en peligro de extinción por pérdida de hábitat, ya extinta en la vida silvestre.

## Taxonomía
Cryosophila williamsii fue descrita por Paul Hamilton Allen y publicado en Ceiba 3(3): 174, f. 1, 5. 1953.
Etimología
Cryosophyla: nombre genérico poco aclarado que parece que deriva del griego antiguo: crios = "cabra" y phila - "amoroso", pero este significado parece absurdo.
williamsii: epíteto otorgado en honor del botánico Frederic Newton Williams.
Sinonimia
- Cryosophila albida Bartlett[4][5][6]